# 織田俊輝
織田 俊輝（おだ としき、1994年12月6日 - ）は、日本の俳優。大阪府出身。タイムリーオフィス所属。

## 人物
- 愛称は「おだぴ」｢おだっち｣。
- 特技は剣道。
- 実家で愛犬を飼っている。名前ははなちゃん。

## 出演作品

### 舞台
- 爆走おとな小学生「初等教育ロイヤル」（2016年11月23日 - 27日、新宿村LIVE） - 加藤くん 役
- 舞台「東京リベンジャーズ」-天竺編-（2024年8月29日 - 31日、森ノ宮ピロティホール / 9月4日 - 16日、IMM THEATER） - アンサンブル[2]
  - 舞台「東京リベンジャーズ」-The LAST LEAP-（2025年6月26日 - 29日、COOL JAPAN PARK OSAKA WWホール / 7月3日 - 10日、KAAT神奈川芸術劇場 ホール）[3]
- @emotion presents Expression Vol.10 金「IKIZAMA」（2025年1月15日 - 19日、六行会ホール）[4]
- 劇団アレン座プロデュース 舞台 『TOU -REBUILD-』（2026年1月13日 - 20日、IMAホール）[5]

### Web配信
- YouTubeタイムリー六本木TV フルスイング BOYS レギュラー